# Ташкентский тепловозоремонтный завод
Ташкентский тепловозоремонтный завод (Ташкентский ТРЗ или ТашТРЗ; узб. Toshkent teplovoz ta’mirlash zavodi) — завод в городе Ташкент, был основан в 1900 году как Главные железнодорожные мастерские. На заводе осуществляется текущий и капитальный ремонт тепловозов, электровозов переменного тока, капитальный ремонт и выпуск грузовых и пассажирских вагонов. Является частью AO «O’ztemiryo’lmashta’mir».

## История завода
Строительство первых мастерских началось в 1887 году. 1 января 1898 года в официальных документах уже упоминаются сведения о строительстве мастерских в ходе возведения железной дороги Самарканд — Андижан «с ветвью на Ташкент». 10 мая 1900 года строители официально передали главные мастерские Управлению среднеазиатской железной дороги, положив начало созданию завода.
Мастерские состояли из цехов по ремонту паровозов, вагонов, колес и платформ, чугунолитейного, кузнечного и электроцехов. На предприятии работали 700 человек. Продолжительность рабочего дня составляла от десяти до двенадцати часов. Станки были простыми и маломощными, приводились в действие собственной небольшой электростанцией, которая давала ток также и для освещения вокзала и привокзальной площади. В первый год работы в мастерских было отремонтировано всего 4 паровоза, 13 вагонов, 712 колес. Мощность мастерских в 1917 году характеризовалась выпуском основной продукции — капитальным ремонтом паровозов серии «СВ», «ОД» и «Ф» в количестве 20 паровозов в год.
В период октябрьской революции 1917 года рабочие завода участвовали в установлении советской власти в Ташкенте.
В 1918 году железнодорожные мастерские были переименованы в Красновосточные, а с 1930 года переименованы в Красновосточный паровозовагоноремонтный завод.
В 1920 году при мастерских создается школа фабрично-заводского ученичества для подготовки будущих рабочих из числа местного населения. В них обучаются 168 человек, среди которых пять девушек-узбечек. В сентябре 1921 года состоялся первый дорожный съезд рабочих-мусульман Среднеазиатской железной дороги, на котором обсуждался вопрос о необходимости широкого привлечения местного населения в профессиональный союз, было принято решение об открытии железнодорожных школ с общежитиями для детей, организации клубов, библиотек, читален и т. д. К этому моменту завод являлся крупнейшей и единственной ремонтной базой для дорог Средней Азии.
Осенью 1927 года завод переходит из ведения Среднеазиатской железной дороги в объединение ремонтных заводов. Поскольку заводу предстояло обслуживать так же новую магистраль Туркестан — Сибирь, на предприятие приступили к переоборудованию и реконструкции цехов. Были построены сталелитейный и разборочный цеха. Рабочие проходили обучались в техминимуме учебного комбината и в филиале Ташкентского транспортного института.
21 января 1934 года сталелитейный цех выдал первую плавку. Завод стал снабжать литой сталью ремонтников железных дорог других регионов СССР и ряд сельскохозяйственных заводов Узбекской ССР.
В период Второй мировой войны на заводе был налажен выпуск различных видов боеприпасов, минометов, бронепоездов, санитарных составов. 12 января 1942 года, на базе оборудования, эвакуированного с Ростовского ПРЗ (или Днепропетровский ПРЗ), был принят в эксплуатацию цех № 10. На этом цеху было решено организовать серийное производство авиабомб «ФАБ-100». Также завод выпускал бронепоезда — «Узбекистан»-607 и «Комсомол Узбекистана»-708. Некоторые работники завода отправились на войну, в том числе заводчанин — Сабир Рахимов.
С 1959 года завод стал осуществлять ремонт тепловозов. 3 августа 1967 года состоялось открытие Музея истории завода, который пополнялся экспонатами заводского производства. В августе 1976 года для детей работников предприятия был организован детский лагерь «Красновосточник».
С 1977 года именуется Ташкентский тепловозоремонтный завод. Специализируется на ремонте тепловозов серии ЧМЭ2.
В 1979 году был утверждён проект реконструкции завода, работы начались в 1980 году. В 1985 году был запущен электромашинный цех, предназначенного для ремонта всех видов электрических машин. В период реконструкции усовершенствовали, переоборудовали и расширили чугунолитейный, сталелитейный и дизельный цеха.
В первые годы независимости в Узбекистане был освоен капитальный ремонт пассажирских вагонов. Для этого был возведён новый вагонный цех, его начальником стал А. Ж. Раматов. В 1992 году был освоен капитальный ремонт тепловозов серии ТЭМ-2.
В 1995 году связи с электрификацией и реконструкцией железных дорог Узбекистана на предприятии наладили ремонт электровозных колесных пар. Летом 1995 года цех выдал первый отремонтированный электровоз. В дальнейшем на заводе был налажен выпуск электродвигателей.
22 ноября 1996 года в соответствии с утвержденной программы развития ПО «Узжелдорреммаш» на 1995—2000 годы был издан приказ № 1167 «О подготовке и организации производства капитального ремонта электровозов типа ВЛ80С». В 1997 году задача по капитальному ремонту электровозов типа ВЛ80С была выполнена. Также был освоен ремонт двухярусных платформ для перевозки автомобилей автогиганта республики «УзДЭУавто». Началось работы по модернизации хопперов для перевозки минеральных удобрений. Первый капитально отремонтированный электровозов типа ВЛ80С был выпущен в 1998 году. 1999 году осваивается капитальный ремонт тепловозов серии ЧМЭ-3.
2000 году ПО «Узжелдорреммаш» отметило свой вековой юбилей. Первый Президент Республики Узбекистан Ислам Каримов поздравил коллектив производственного объединения со столетним юбилеем и Указом от 16 мая 2000 года наградил 14 работников высокими государственными наградами.
1 июля 2001 года ПО «Узжелдорреммаш» было преобразовано в Унитарное предприятие «O‘ztemiryo‘lmashta’mir».
Министерством финансов РУз подписано Гарантийное соглашение между Республикой Узбекистан и ЕБРР на реализацию проекта предусматривается модернизация парка дизельных локомотивов со сроком их эксплуатации 18 лет.
2003 году на базе ООО «Иргидромаш» постановлением правительства Узбекистана был образован ДП «Литейно-механический завод», на базе которого, в связи с организацией вагоностроения, началась реконструкция литейного производства.
2004 году на был освоен капитальный ремонт тягового электродвигателя НБ-514 электровоза серии ВЛ80С и НБ-412 электровоза серии ВЛ60К.
2005 году правительство Узбекистана утвердило программу локализации продукции на базе местного сырья.
2006 году на дочернем предприятии «Литейно-механический завод» освоен выпуск полувагонов, цементовозов и цистерн.
2007 году шло освоение тепловоза 2ТЭ116 и разрабатывалась нормативная документация по модернизации платформы, оборудованной для перевозки зерна. В 2008 году был изготовлен первый четырехсекционный тепловоз — 4ТЭ10М-1306, который разрабатывался специально для новой железнодорожной линии «Ташгузар-Бойсун-Кумкурган», проходящей в горной местности и имеющей крутые подъемы и уклоны. В этом же году на заводе был освоен капитальный ремонт тепловоза серии ЧМЭ3.
18 марта 2009 года вышло постановление Президента Республики Узбекистан № ПП-1074 «О комплексной программе развития и модернизации железнодорожной отрасли на 2009—2013 годы», по которому был утверждён сетевой график модернизации и восстановления локомотивов на УП «O‘ztemiryo‘lmashta‘mir» в количестве 110 секций с заменой дизель-генераторов 10Д100, выработавших свой моторесурс, на дизель-генератор 1А-9ДГ-3 производства ОАО «Коломенский завод». Состоялась презентация первого модернизированного тепловоза ТЭ10М и установкой дизель-генератора 1А-9ДГ-3 под названием UZTE16M.
2012 году в Узбекистане был принят план электрификации железнодорожного участка «Карши — Термез». На заводе началось техническое обслуживание и ремонт электровозов серии «O‘zbekiston» для этого участка. Освоен капитальный ремонт подвижного состава серии ПЭ2У приписки УЖДТ «Узбекумир».
2017 году начата капитальная реконструкция зданий всего предприятия с обновлением оборудования. Введены в эксплуатацию 123 единицы современного оборудования, позволившие модернизировать станочный парк предприятия. Освоен капитально-восстановительный ремонт подвижного состава серии: АДМ и ТГМ4.
2018 году освоен капитальный ремонт тепловоза серии ТГМ6. К этому времени на заводе трудилось более 1450 человек, проходили практику выпускники железнодорожного колледжа и ТашИИТ. Работники предприятия принимали активное участие в строительстве железной дороги по направлению «Ташгузар — Байсун — Кумкурган», в запуске высокоскоростной железнодорожной линии, новой электрифицированной линии «Ангрен — Пап», в проекте электрификации железнодорожной линии «Карши — Термез», в реконструкции вокзалов, строительстве надземного участка ташкентского метрополитена и других проектах.
В 2024 году были выпущены новые купейные и плацкартные вагоны модели 61-950 и 61-951 длиной 26 метров. В 2025 году эти вагоны под названием «Новый Узбекистан» были представлены публике.